# Паромщик (песня)
«Паро́мщик / Балала́йка» — 28-й сингл Аллы Пугачёвой. Был выпущен в 1986 году в СССР фирмой «Мелодия» в серии «По вашим письмам». На первой стороне сингла размещена песня «Паромщик», ставшая одной из самых популярных в репертуаре Пугачёвой середины 1980-х годов. На оборотной стороне содержится шуточная песня «Балалайка». Автор музыки обеих песен — Игорь Николаев. Релиз предварял выпуск восьмого студийного альбома певицы «…Счастья в личной жизни!», составленного целиком из песен композитора (обе песни включены в альбом).

## О сингле

### «Паромщик»
В основу сюжета стихотворения Николая Зиновьева легла история реального человека, паромщика Якова Дмитриевича Захарова (в стихотворении — Ивана Матвеевича), в послевоенные годы перевозившего на пароме детей, сирот, инвалидов и т. д. Сам инвалид войны, он проработал на переправе, где Жиздра впадает в Оку, 27 лет. Когда в 1975 году паром отменили, он ещё долго перевозил людей через реку на лодке. Яков Захаров ушёл из жизни в 1982 г., прожив 61 год. Первоначальный вариант стихотворения «Паромщик» был посвящён именно этой теме и существовал задолго до создания песни. Затем при написании песни сюжет был изменён: акцент сделан на тему любви.
В новогоднюю ночь 1984 года в праздничной телепрограмме «Новогодний аттракцион» Пугачёва исполнила две новые песни: «Расскажите, птицы» и «Айсберг». Они были написаны начинающим композитором Игорем Николаевым, который в то время числился музыкантом-клавишником в её группе «Рецитал». С этих песен началось сотрудничество Пугачёвой и Николаева. Песня «Айсберг» сразу обрела большую популярность. Игорь Николаев продолжил писать песни для Аллы Пугачёвой: в 1985—1986 годах певица записала ряд песен Николаева, которые позже составили полноценный сольный студийный альбом «...Счастья в личной жизни!».
Согласно воспоминаниям Валерия Леонтьева, изначально песня «Паромщик» (как и песня «Комарово» из репертуара Игоря Скляра) была написана Игорем Николаевым специально для него. Леонтьев исполнял песню в своих сольных концертах на протяжении всего 1985 года. Однако когда песню услышала Алла Пугачёва, она тоже захотела её записать и включить в свой концертный репертуар, поскольку песня ей очень понравилась. Игорь Николаев спорить не стал, поскольку работал в коллективе Пугачёвой и многим был обязан ей. В исполнении Леонтьева песня так и не стала популярной. В 1990—2000-х годах певец снова включил «Паромщика» в свой репертуар, в частности, исполнил в апреле 1997 года на концерте «Сюрприз для Аллы», посвящённому её дню рождения. Когда Леонтьев вышел на сцену исполнять эту песню, его фонограмма сначала начала заикаться, а потом и вовсе оборвалась и певец попал в неловкое положение.
Премьера песни «Паромщик» в исполнении Аллы Пугачёвой состоялась весной 1985 года в одной из музыкальных программ Всесоюзного радио. Песня сразу же стала популярной и попала на высшие места советских хит-парадов. Уже летом 1985 года песня попала в отборочный выпуск Всесоюзного телевизионного фестиваля «Песня-85», а в конце 1985 года прошла в финал, а Алла Пугачёва таким образом стала лауреатом фестиваля.
В концертном репертуаре Пугачёвой песня находилась в 1985—1986 годах, затем певица исключила её из своих сольных концертов. В январе 1998 года она исполнила эту песню на творческом вечере Игоря Николаева и с тех пор нигде больше не исполняла.

### «Балалайка»
Песня «Балалайка» была записана осенью 1985 года. На песню был снят клип для новогоднего «Голубого огонька-86», однако так и не прозвучал там. Позже, в 1986 году этот клип был показан в одном из выпусков музыкальной передачи «Утренняя почта».

## Выпуск
Сингл был выпущен в начале 1986 года в преддверии 8-го студийного альбома певицы «...Счастья в личной жизни!». В 1987 году альбом был выпущен в Финляндии под названием «Paromshik». Несмотря на изменённый порядок песен, количество их осталось таким же.

## Список композиций
Вся музыка написана Игорем Николаевым.
| №  | Название   | Текст песни      | Длительность |
| -- | ---------- | ---------------- | ------------ |
| 1. | «Паромщик» | Николай Зиновьев | 3:37         |

| №  | Название                     | Текст песни  | Длительность |
| -- | ---------------------------- | ------------ | ------------ |
| 2. | «Балалайка» (шуточная песня) | Михаил Танич | 3:52         |

## Участники записи

### Музыканты
- Основной вокал — Алла Пугачёва
- Аккомпанемент — Инструментальный ансамбль «Рецитал», руководитель Руслан Горобец
  - Клавишные — Игорь Николаев
  - Струнная группа — Эстрадно-симфонический оркестр Центрального телевидения и Всесоюзного радио (1)
- Аранжировка — Игорь Николаев

### Технический персонал
- Редактор — Иван Йотко
- Художник — Юрий Балашов